# Tomáš Horáček
Tomáš Horáček (* 10. listopadu 1983) je český podnikatel, proti kterému bylo zahájeno trestní řízení a na kterého byla soudem uvalena vazba v souvislosti s kauzou zmanipulovaných zdravotnických zakázek v některých pražských nemocnicích.

## Politická angažovanost
Horáček byl spojován s hromadnými nábory členů v rámci ústecké organizace ČSSD, kdy lidem byly za účast na schůzích nabízeny projížďky rauty nebo částka 300 korun. Později se angažoval v aktivitách politického sdružení Severočeši.cz. V roce 2016 se angažoval ve volební kampani hnutí ANO, podle mluvčího hnutí zajišťoval reklamu pro některé kandidáty hnutí.

### Spojení s předsedou KSČM Vojtěchem Filipem
Za Horáčkovy zájmy lobboval předseda českých komunistů Vojtěch Filip, a to přinejmenším během cesty do Kazachstánu. Odeslal také na přelomu let 2017 a 2018 tři dopisy Finančnímu úřadu Ústeckého kraje, ve kterých kritizoval kontroly v Horáčkově firmě, které ukázaly možné porušení rozpočtové kázně v nich. Podle zjištění policie převzal Filip od Horáčka částku půl milionu korun, které však neuvedl ve svém majetkovém přiznání za rok 2018.

## Odsouzení za pokus o pojistný podvod
Soud jej v roce 2010 potrestal osmi měsíci odnětí svobody s podmíněným odkladem na dva roky za pokus o pojistný podvod týkající se havárie jeho automobilu. Rozsudek se stal pravomocný v květnu 2011, kdy krajský soud zamítl Horáčkovo odvolání.

## Kauza Bulovka
Horáček byl obžalován v první větvi kauzy Bulovka, která se týká zakázek na úklid a na vjezdový systém. Obžaloba viní bývalé ředitele nemocnice Andreu Vrbovskou a Františka Nováka spolu s ekonomickou náměstkyni Marii Nushiovou, že připravovali zakázky „na klíč“ předem určeným firmám. Dalšími obžalovanými v této větvi kauzy jsou Igor Weiss, Oldřich Kozák, Jitka Ulrychová, Šárka Kryglová, Kateřina Koláčková. Daniel Pálek, Dalimil Jánský spolu s firmami TSB, MW Dias, Green Center a První chráněná dílna.
Rozhodl se spolupracovat s policií a koncem roku 2021 přijal dohodu o vině a trestu, kterou schválil Obvodní soud pro Prahu 5. Horáček souhlasil s půlročním trestem odnětí svobody, se sedmiletým zákaz působení v obchodních společnostech a s peněžitou sankci 5 milionů korun. Kromě toho musí uhradit škodu zhruba 600 tisíc korun

## Osobní život
Od června 2019 je jeho partnerkou Denisa Šuralová, vdova po fotbalovém reprezentantovi Josefu Šuralovi, který v dubnu 2019 zemřel v Turecku při dopravní nehodě. V květnu 2020 se jim narodil syn Tomáš.